# Dorothy Price
Pour les articles homonymes, voir Price.
Dorothy Price (1899 - 1980) est une physiologiste et endocrinologue américaine. Elle est surtout connue pour sa découverte du principe de rétroaction négative dans la régulation de l'axe endocrinien, dans le cadre de travaux réalisés aux côtés de Carl Moore. Elle est considérée comme l'une des premières pionnières dans le domaine de la neuroendocrinologie.

## Biographie
Dorothy Price naît à Aurora, Illinois, en 1899, et obtient son baccalauréat en sciences de l'université de Chicago en 1922. Après avoir obtenu son diplôme, elle poursuit brièvement des études supérieures en embryologie, mais des difficultés financières l'obligent à abandonner ses études supérieures. À la recherche d'un emploi, on lui offre un poste de technicienne en histologie dans le laboratoire de l'endocrinologue Carl R. Moore, qui étudiait le développement sexuel à l'époque. Price continue à travailler pour Moore, et avec lui, pour le reste de sa carrière à l'université de Chicago. En 1935, elle obtient son doctorat de l'université de Chicago en étudiant le développement de la prostate mâle et des vésicules séminales chez les rongeurs. En 1947, elle devient professeure adjointe à l'université de Chicago, près de 25 ans après être entrée dans le département en tant que technicienne. Avant de prendre sa retraite en 1967, Price collabore avec des chercheurs de l'université de Leyde, de l'université de Porto Rico et de l'université Johns-Hopkins pour le reste de sa carrière universitaire, et fait partie de nombreux comités de rédaction et de révision.

## Contributions à la recherche
Lorsque Dorothy Price rejoint le laboratoire de Carl Moore en tant que technicienne, Moore recherchait les effets « antagonistes » entre les stéroïdes sexuels mâles et femelles, la testostérone et l'œstradiol, dans le système reproducteur masculin, avec des résultats souvent confus. En analysant ces données, Price a établi le principe de « l'influence réciproque », maintenant connu sous le nom de rétroaction négative, selon lequel l'hormone produite par la gonade pourrait également réguler sa propre stimulation par le biais de ses effets sur l'hypophyse antérieure. Moore et Price ont mené ensemble des expériences pour montrer que les hormones gonadiques pouvaient effectivement réguler l'hypophyse antérieure (et vice-versa), et publient ce cadre pour la première fois en 1930. Le cadre de la rétroaction négative a ensuite été étendu à l'hypothalamus par Geoffrey Harris, et est actuellement considéré comme une « pierre angulaire » de l'endocrinologie. Les principes découverts par Price et Moore ont ensuite été utilisés pour concevoir et développer la contraception hormonale.
Bien que Price ait initialement proposé la théorie de la rétroaction négative pour expliquer les données contradictoires de Dorothy Price et Moore, le cadre est appelé théorie Moore-Price, et Moore était le premier autrice de tous les articles publiés. Plus tard, Price aurait déclaré qu'à l'époque, « les femmes n'étaient pas vraiment considérées comme les égales des hommes sur le plan scientifique » et que Moore était un « machiste » mais qu'il « ne réalisait pas la profondeur de ses propres préjugés ». Cependant, Moore et Price ont entretenu une relation de recherche positive et elle écrit sa biographie commémorative pour la National Academy of Sciences.